# Heteropneustes microps
Heteropneustes microps és una espècie de peix de la família Heteropneustidae i de l'ordre dels siluriformes.

## Morfologia
- Els mascles poden assolir 15 cm de longitud total.[2][3]

## Reproducció
És ovípar.

## Hàbitat
És un peix demersal i de clima tropical (22 °C-26 °C).

## Distribució geogràfica
Es troba a Àsia: Sri Lanka i l'Índia.